# Ospedaletti
Ospedaletti este o comună din regiunea Liguria, Italia.

## Personalități legate de Ospedaletti
- Maria de Hessa, împărăteasă a Rusiei, soția împăratului Alexandru al II-lea al Rusiei
- Katherine Mansfield

## Localități înfrățite
- Franța, Soulac-sur-Mer

## Demografie
Ospedaletti - evoluția demografică

|  | Graficele sunt indisponibile din cauza unor probleme tehnice. Mai multe informații se găsesc la Phabricator și la wiki-ul MediaWiki. |

Date: Recensăminte sau birourile de statistică - grafică realizată de Wikipedia